# Степне (Аккайинський район)
Степне́ (каз. Степное) — село у складі Аккайинського району Північноказахстанської області Казахстану. Входить до складу Шагалалинського сільського округу.
Населення — 142 особи (2021; 256 у 2009, 332 у 1999, 462 у 1989).
Національний склад станом на 1989 рік:
- росіяни — 30 %
- казахи — 27 %
- німці — 25 %.